# 上月良夫
上月 良夫（こうづき よしお、1886年（明治19年）11月7日 - 1971年（昭和46年）4月3日）は、日本の陸軍軍人。陸士21期、陸大29期。陸軍中将従三位勲一等功二級。熊本県出身。

## 生涯
太平洋戦争開戦時には第19師団長として羅南に在り、その後第2軍司令官・駐蒙軍司令官・第11軍司令官、第17方面軍司令官兼朝鮮軍管区司令官を歴任、終戦時は日本統治終了以後の朝鮮半島が無政府状態に陥るのを恐れ、民衆保護のために朝鮮総督阿部信行大将とともに朝鮮へ自治権を与え、朝鮮人民共和国を成立させた。1945年（昭和20年）9月9日、朝鮮総督府で挙行された降伏調印式に出席。12月5日に第17方面軍司令官兼朝鮮軍管区司令官として「終戦状況に関する上奏文」を昭和天皇に上奏、「大御心を奉戴し国体を護持すべき大任は今後と雖も懸って雙肩にあるを思ひ臥薪嘗胆の国難打開に邁進せんことを期しあり」と結ぶ。
戦後の幣原内閣や吉田内閣等で設置された第一復員次官や厚生省復員局長などに就任し、各戦線の陸軍部隊の帰還業務を統括し戦後処理にあたる。戦後東京都世田谷若林より神奈川県葉山に移り、晩年東京都調布市深大寺で過ごす。 1971年（昭和46年）4月3日、84歳で逝去。

## 年譜
- 1909年（明治42年）5月27日 陸軍士官学校卒業
- 1917年（大正6年）11月27日 陸軍大学校卒業
- 1920年 (大正9年)  9月3日　陸軍省副官
- 1921年 (大正10年) 11月　独国駐在員
- 1923年 (大正13年) 8月　陸軍中佐　軍務局課員
- 1932年（昭和7年）8月8日 陸軍歩兵大佐・陸軍省整備局統制課長
- 1935年（昭和10年）3月15日 歩兵第11連隊長
- 1937年（昭和12年）8月2日 陸軍少将
  - 8月26日 歩兵第40旅団長
- 1938年（昭和13年）7月15日 陸軍省整備局長
- 1939年（昭和14年）10月2日 陸軍中将
- 1940年（昭和15年）3月9日 陸軍運輸部長兼第1船舶輸送司令官
  - 9月28日 第19師団長
- 1942年（昭和17年）7月1日 第2軍司令官
- 1943年（昭和18年）5月28日 駐蒙軍司令官
- 1944年（昭和19年）11月22日 第11軍司令官
- 1945年（昭和20年）4月7日 第17方面軍司令官兼朝鮮軍管区司令官
  - 12月19日 第一復員省次官
- 1946年（昭和21年）6月15日 復員庁第一復員局長
- 1947年（昭和22年）
  - 10月15日 厚生省復員局長
  - 11月28日 公職追放仮指定[1]
- 1950年（昭和25年）8月16日 厚生省復員局長免

## 栄典
位階
- 1910年（明治43年）2月21日 - 正八位[2]
- 1913年（大正2年）4月21日 - 従七位[3]
- 1918年（大正7年）5月20日 - 正七位[4]
- 1923年（大正12年）7月31日 - 従六位[5]
- 1928年（昭和3年）9月1日 - 正六位[6]
- 1932年（昭和7年）9月1日 - 従五位[7]
- 1937年（昭和12年）9月1日 - 正五位[8]

勲章等
- 1940年（昭和15年）8月15日 - 紀元二千六百年祝典記念章[9]

## 親族
- 妻：静子 - 有田恕（陸士旧8期、陸軍中将、台湾総督府参謀長）の長女
- 長男 : 景正（海軍中佐主計局、三菱信託銀行）